# Comgall av Dalriada
Comgall mac Domangairt var kung av det skotska landet Dalriada under 500-talet (möjligen åren 507–538). Hans dödsår angives i olika källor till 538, 542 och 545. 
Comgall var barnbarn till Fergus Mòr, den förste kungen av Dalriada, och son till Domangart mac Ferguso. Hans existens är belagd i bland annat den irländska 900-talskrönikan Senchus fer n-Alban (Historien om Skottlands män) och i de så kallade Ulster-annalerna.
Mycket litet är känt om Comgalls liv, och han är framför allt känd för att ha givit namn åt Cenél Comgall, en av de mäktigare "cenél" (familjer/klaner [???]) som styrde Dalriada, och vilken tros ha varit baserad på halvön Cowal och på Isle of Bute. 
Comgall skall ha haft en son, Conall mac Comgaill, vilken så småningom också blev kung av Dalraida, dock först efter ett mellanspel på tronen av en Gabrán mac Domangairt, tillhörig en annan "cenél".